# Coupar Angus
Coupar Angus (gälisch: Cùbar Aonghais) ist eine Ortschaft in der schottischen Council Area Perth and Kinross und der traditionellen schottischen Grafschaft Perthshire. Sie ist etwa 20 km nordöstlich von Perth und etwa 19 km nordwestlich von Dundee gelegen. Im Jahre 2011 verzeichnete Coupar Angus 2262 Einwohner. Damit schwankt die Einwohnerzahl seit 1861 mit 1943 Einwohnern stabil um die 2000-Einwohner-Marke.

## Geschichte
Nahe dem heutigen Coupar Angus wurde in der Mitte des 12. Jahrhunderts von König Malcolm IV. ein Kloster der Zisterzienser gegründet. Die sich entwickelnde Ortschaft Coupar Angus war an einem Bach gelegen, der wenige hundert Meter nördlich in den Isla mündet. Dieser bildete die Grenze zwischen den Grafschaften Angus und Perthshire. Da der ältere Teil der Ortschaft am Ostufer lag, und somit zu Angus gehörte, erhielt die Ortschaft ihren heutigen Namen. Für den Warenverkehr wurde dort im Jahre 1702 eine Zollstelle eingerichtet. Später kam es dann infolge einer Grenzverschiebung vollständig zur Grafschaft Perthshire und schließlich zur heutigen Council Area Perth and Kinross. Im 18. Jahrhundert entwickelte sich die Textilindustrie in Coupar Angus. Im 19. Jahrhundert wurde Coupar Angus dann zum Marktort ernannt.

## Verkehr
Coupar Angus ist direkt an der A94 gelegen, die Perth mit Forfar verbindet. Diese Straße wurde im Laufe des 19. Jahrhunderts etabliert und trug zur Belebung der Ortschaft bei. In Coupar Angus kreuzt die A94 die A923, die von Dunkeld über Blairgowrie and Rattray nach Dundee führt. Nordwestlich quert die A923 den Isla auf der denkmalgeschützten Bridge of Couttie.
Im gleichen Zeitraum wurde auch eine Eisenbahnlinie durch Coupar Angus eingerichtet, welche jedoch inzwischen eingestellt wurde. Der nächstgelegene Flughafen ist der 14 km südwestlich gelegene Perth Airport.

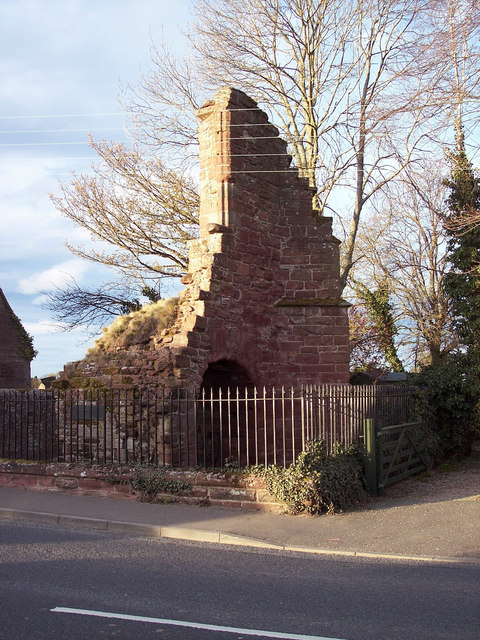
Ruinen des Klosters
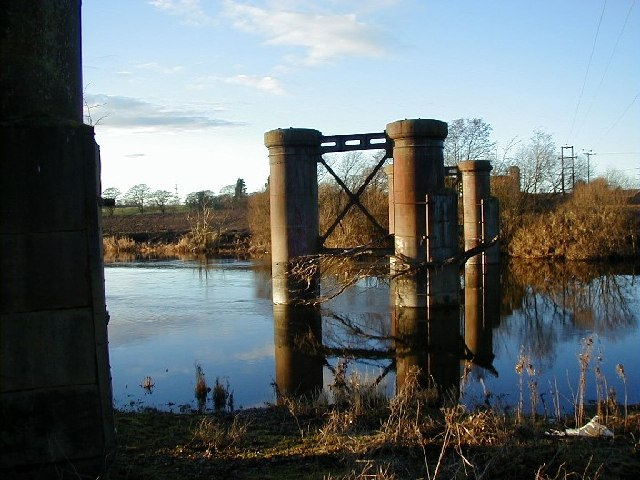
Überreste der Eisenbahnbrücke über den Isla

## Persönlichkeiten
- Angus Buchanan (1886–1954), Naturforscher
- Charles Campbell (1854–1927), Fußballspieler, -funktionär und -schiedsrichter
- Learmonth White Dalrymple (1827–1906), Pädagogin und Frauenrechtlerin